# لونغفيو
لونغفيو (بالإنجليزية: Longview)‏ هي إحدى مدن ولاية تكساس في الولايات المتحدة الأمريكية.

## التركيبة السكانية
حدّد مكتب تعداد الولايات المتحدة بيانات التركيبة السكانية للونغفيو في تعداد الولايات المتحدة. في ما يلي، التركيبة السكانية حسب تعدادي 2000 و2010.

### تعداد عام 2000
بلغ عدد سكان لونغفيو 73,344 نسمة بحسب تعداد عام 2000، وبلغ عدد الأسر 28,363 أسرة وعدد العائلات 19,109 عائلة مقيمة في المدينة. في حين سجلت الكثافة السكانية 506.3 نسمة لكل كيلومتر مربع (1,311.3/ميل2). وبلغ عدد الوحدات السكنية 30,726 وحدة بمتوسط كثافة قدره 212.1 لكل كيلومتر مربع (549.3/ميل2).
وتوزع التركيب العرقي للمدينة بنسبة 70.10% من البيض و22.11% من الأمريكيين الأفارقة و0.50% من الأمريكيين الأصليين و0.83% من الأمريكيين ذوي الأصول الآسيوية و0.02% من سكان جزر المحيط الهادئ و4.92% من الأعراق الأخرى و1.51% من عرقين مختلطين أو أكثر و10.31% من الهسبانيون أو اللاتينيون من أي عرق.
بلغ عدد الأسر 28,363 أسرة كانت نسبة 37% منها لديها أطفال تحت سن الثامنة عشر تعيش معهم، وبلغت نسبة الأزواج القاطنين مع بعضهم البعض 48.9% من أصل المجموع الكلي للأسر، ونسبة 14.5% من الأسر كان لديها معيلات من الإناث دون وجود شريك، بينما كانت نسبة 3.9% من الأسر لديها معيلون من الذكور دون وجود شريكة وكانت نسبة 32.6% من غير العائلات. تألفت نسبة 27.9% من أصل جميع الأسر من عدة أفراد يعيشون في نفس المنزل ونسبة 10.7% كانت تتألف من شخص يعيش بمفرده يبلغ من العمر 65 عاماً أو أكثر. وبلغ متوسط حجم الأسرة المعيشية 2.50، أما متوسط حجم العائلات فبلغ 3.06.
بلغ العمر الوسطي للسكان 34.0 عاماً. وكانت نسبة 26.5% من القاطنين تحت سن الثامنة عشر، وكانت نسبة 9.6% بين الثامنة عشر والرابعة والعشرين عاماً، ونسبة 28% كانت واقعةً في الفئة العمرية ما بين الخامسة والعشرين والرابعة والأربعين عاماً، ونسبة 20.2% كانت ما بين الخامسة والأربعين والرابعة والستين، ونسبة 12.3% كانت ضمن فئة الخامسة والستين عاماً فما فوق. يوجد لكل 100 أنثى 91.7 ذكر، ويوجد لكل 100 أنثى في الثامنة عشر من عمرها فما فوق 87.4 ذكر.
بلغ متوسط دخل الأسرة في المدينة 33,858 دولارًا، أما متوسط دخل العائلة فبلغ 42,378 دولارًا. وكان متوسط دخل الذكور 33,078 دولارًا مقابل 21,400 دولارًا للإناث. وسجل دخل الفرد الخاص بالمدينة 18,768 دولارًا. وكانت نسبة 13% من العائلات ونسبة 16% من السكان تحت خط الفقر، وكان من هؤلاء نسبة 23.2% تحت سن الثامنة عشر ونسبة 10.6% في الخامسة والستين من العمر وما فوق.

### تعداد عام 2010
بلغ عدد سكان لونغفيو 80,455 نسمة بحسب تعداد عام 2010، وبلغ عدد الأسر 30,562 أسرة وعدد العائلات 20,020 عائلة مقيمة في المدينة. في حين سجلت الكثافة السكانية 555.4 نسمة لكل كيلومتر مربع (1,438.5/ميل2). وبلغ عدد الوحدات السكنية 32,751 وحدة بمتوسط كثافة قدره 226.1 لكل كيلومتر مربع (585.6/ميل2).
وتوزع التركيب العرقي للمدينة بنسبة 63.32% من البيض و22.94% من الأمريكيين الأفارقة و0.54% من الأمريكيين الأصليين و1.35% من الأمريكيين ذوي الأصول الآسيوية و0.05% من سكان جزر المحيط الهادئ و9.49% من الأعراق الأخرى و2.31% من عرقين مختلطين أو أكثر و17.97% من الهسبانيون أو اللاتينيون من أي عرق.
بلغ عدد الأسر 30,562 أسرة كانت نسبة 35.1% منها لديها أطفال تحت سن الثامنة عشر تعيش معهم، وبلغت نسبة الأزواج القاطنين مع بعضهم البعض 44.8% من أصل المجموع الكلي للأسر، ونسبة 15.4% من الأسر كان لديها معيلات من الإناث دون وجود شريك، بينما كانت نسبة 5.3% من الأسر لديها معيلون من الذكور دون وجود شريكة وكانت نسبة 34.5% من غير العائلات. تألفت نسبة 29.1% من أصل جميع الأسر من عدة أفراد يعيشون في نفس المنزل ونسبة 10.6% كانت تتألف من شخص يعيش بمفرده يبلغ من العمر 65 عاماً أو أكثر. وبلغ متوسط حجم الأسرة المعيشية 2.51، أما متوسط حجم العائلات فبلغ 3.11.
بلغ العمر الوسطي للسكان 34.4 عاماً. وكانت نسبة 25.4% من القاطنين تحت سن الثامنة عشر، وكانت نسبة 10.9% بين الثامنة عشر والرابعة والعشرين عاماً، ونسبة 26.5% كانت واقعةً في الفئة العمرية ما بين الخامسة والعشرين والرابعة والأربعين عاماً، ونسبة 23.8% كانت ما بين الخامسة والأربعين والرابعة والستين، ونسبة 13.4% كانت ضمن فئة الخامسة والستين عاماً فما فوق. وتوزع التركيب الجنسي للسكان بنسبة 48.8% ذكور و51.2% إناث.

## المناخ
يظهر الجدول التالي التغييرات المناخية على مدار السنة للونغفيو:
| البيانات المناخية لـلونغفيو       | البيانات المناخية لـلونغفيو | البيانات المناخية لـلونغفيو | البيانات المناخية لـلونغفيو | البيانات المناخية لـلونغفيو | البيانات المناخية لـلونغفيو | البيانات المناخية لـلونغفيو | البيانات المناخية لـلونغفيو | البيانات المناخية لـلونغفيو | البيانات المناخية لـلونغفيو | البيانات المناخية لـلونغفيو | البيانات المناخية لـلونغفيو | البيانات المناخية لـلونغفيو | البيانات المناخية لـلونغفيو |
| الشهر                             | يناير                       | فبراير                      | مارس                        | أبريل                       | مايو                        | يونيو                       | يوليو                       | أغسطس                       | سبتمبر                      | أكتوبر                      | نوفمبر                      | ديسمبر                      | المعدل السنوي               |
| --------------------------------- | --------------------------- | --------------------------- | --------------------------- | --------------------------- | --------------------------- | --------------------------- | --------------------------- | --------------------------- | --------------------------- | --------------------------- | --------------------------- | --------------------------- | --------------------------- |
| الدرجة القصوى °ف (°م)             | 86 (30)                     | 90 (32)                     | 97 (36)                     | 98 (37)                     | 103 (39)                    | 110 (43)                    | 108 (42)                    | 113 (45)                    | 109 (43)                    | 101 (38)                    | 93 (34)                     | 93 (34)                     | 113 (45)                    |
| متوسط درجة الحرارة الكبرى °ف (°م) | 57 (14)                     | 63 (17)                     | 70 (21)                     | 77 (25)                     | 84 (29)                     | 91 (33)                     | 94 (34)                     | 94 (34)                     | 89 (32)                     | 80 (27)                     | 63 (17)                     | 59 (15)                     | 77 (25)                     |
| متوسط درجة الحرارة الصغرى °ف (°م) | 34 (1)                      | 37 (3)                      | 44 (7)                      | 51 (11)                     | 61 (16)                     | 69 (21)                     | 72 (22)                     | 71 (22)                     | 65 (18)                     | 53 (12)                     | 43 (6)                      | 36 (2)                      | 53 (12)                     |
| أدنى درجة حرارة °ف (°م)           | −4 (−20)                    | 3 (−16)                     | 17 (−8)                     | 20 (−7)                     | 37 (3)                      | 52 (11)                     | 56 (13)                     | 46 (8)                      | 38 (3)                      | 25 (−4)                     | 20 (−7)                     | 2 (−17)                     | −4 (−20)                    |
| الهطول إنش (مم)                   | 3.79 (96)                   | 3.93 (100)                  | 4.11 (104)                  | 4.19 (106)                  | 4.79 (122)                  | 5.03 (128)                  | 2.83 (72)                   | 2.71 (69)                   | 3.81 (97)                   | 4.34 (110)                  | 4.75 (121)                  | 4.78 (121)                  | 49.06 (1٬246)               |
| المصدر:                           |                             |                             |                             |                             |                             |                             |                             |                             |                             |                             |                             |                             |                             |

## أعلام
- ميراندا لامبيرت
- جون لي هانكوك
- كارين سيلكوود
- جيري هاينس
- خوسيه توريس
- جو دوسن
- آبي بومان
- جيمس دبليو. فلانغن
- هومر بلانكنشيب
- فورست ويتكر